# 부산행
《부산행》(釜山行)은 2016년에 개봉한 대한민국의 좀비 영화이자 천만 관객 돌파 영화이다. 2016년 한국에서 당해 첫 천만 관객을 돌파하였고, 2016년 5월 13일, 2016년 칸 영화제의 미드나잇 스크리닝 부문(비경쟁)에서 초연되었다. 프리퀼 영화로 《서울역》이 있다. 그리고 2020년 7월 1일 재개봉하였다.
2017년 10월 6일, MBC 추석특선영화로 방영되어 12.9%의 시청률로 6일 방송된 추석특선영화 중 유일한 두 자릿수 시청률을 기록하였다. 2020년 7월 15일, 부산행의 후편인 《반도》가 개봉했다.

## 줄거리

### 중간
아이를 데리고 일을 하러 다녀야 하는 편부 가정이자 펀드매니저 석우와 수안 부녀, 아이를 임신한 성경과 상화 부부, 대회를 하러 가는 고교 야구팀까지. 이들은 각기 다른 이유로 부산에 가기 위해 서울역에서 출발하는 KTX에 올라탄다. 그런데 열차가 출발하기 직전, 어딘가 이상해 보이는 소녀가 열차 안에 뛰어 올라타 발작을 일으키기 시작했고, 이를 발견하고 응급처치를 하는 여승무원을 물어뜯어 버린다. 잠시후, 여승무원은 소녀에게 물린 채로 객실 안에 난입했고 이를 본 열차 승객들은 순식간에 얼어붙고 만다.
모두들 도망쳤으나, 대부분의 사람이 좀비로 변해버리고 일부만 살아남는다. 기장의 지시로 대전역에 내려 밖으로 나갈려고 했으나, 밖에 서 있던 군인으로 추정되는 좀비들에게 쫓겨 기차로 돌아와야 했다. 돌아오는 중에 대부분의 사람들이 좀비가 되었다. 돌아오는 중에 사람들은 세 무리로 나눠지게 되었다.
세 무리로 나눠진 일행들이 좀비들을 피해 돌아온다는 소식을 들은 천리마 상무는 이들이 좀비 바이러스에 감염되었을지 모른다며 문을 잠그고, 문이 열리지 않는 바람에 상화가 동대구역 14호칸 좀비 무리들을 막다가 좀비 무리에 깔리고 나머지 일행(서석우, 수안, 성경, 민영국, 김진희, 노숙자)은 15호칸으로 들어왔으나 밖에서 좀비에 감염되었을 거라는 여론에 밀려 밖으로 밀려나게 되었다. 그러나 안쪽에 있던 종길이 밖에서 좀비가 된 가족을 보고 좀비가 있는 쪽의 문을 열어버린다. 좀비들이 밀려 들어와 15호칸에 있던 사람들은 거의 좀비가 되었으나, 기철과 용석은 화장실로 도망쳐 살아남는다.
동대구역에서 다른 열차가 탈선하면서 선로는 완전히 차단된다. 기장은 방송을 통해 열차가 동대구역에서 멈춰서 더 이상 부산에 갈 수 없게 되었음을 알리고 자신이 아직 운행 가능한 다른 열차를 몰고 나와서 좌측 끝 선로에 대기시킬 테니, 용기를 내어 다른 기차에 탈 사람들은 좌측 끝 선로로 오라고 한다. "행운을 빕니다."라는 말과 함께
기장은 생존자들을 태울 기관차를 찾으러 비교적 안전한 KTX 기관실을 벗어나 선로를 뛰어다니면서 주변 열차들을 찾고, 7448호로 이동해 안전을 살피고는 운행을 시작한다. 석우 일행은 밖으로 나오고, 불이 난 무궁화호 열차가 오는 바람에 열차 사이에 끼이게 된다. 설상가상으로 옆에 있는 기차에는 좀비가 가득 타 있었다. 노숙자는 모두가 시간 안에 탈출할 수 없다는 것을 불가능하다는것을 인지하고 성경과 수안, 석우 라도 탈출할 시간을 벌기 위해 홀로 감염자들을 막아선다.노숙자는 좀비무리로 인해 감염이되어 버리고 수안과 성경, 석우는 무사히 탈출한다. 용석이 화장실 밖으로 기철을 밀쳐 혼자만 살아남고,기철은 감염이 된다. 그리고 용석은 기차 밖으로 이동한다. 민영국, 김진희는 무궁화호에 탔는데, 용석이 올라타기 위해 김진희를 좀비에게 밀쳐 김진희는 다리 쪽을 물려 좀비가 되었고, 진희가 좀비가 된걸 슬퍼한 영국도 진희에게 물려 좀비가 되었다. 기차에 타기 위해 용석은 안전한 기차에 타 있던 기장을 밀쳐 혼자만 기차에 오른다. 그래서 기장은 밖에 있던 좀비에게 감염이된다.

### 후반부
석우, 수안, 성경은 안전한 기차에 올라탔는데, 먼저 타 있던 용석은 좀비가 되어 있었다. 용석을 기차 밖으로 서석우가 밀어쳐 용석은 기차 밖으로 떨어졌으나, 밀어치는 중에 서석우가 손을 용석에게 물렸다. 그 후로 서석우는 감염이되어 스스로 기차 밖으로 뛰어내린다.
부산으로 향하는 터널은 봉쇄되어 있어 기차가 도저히 지나갈 수 없었다. 생존자인 수안과 성경은 석우에게 불러주려던 노래를 부르며 천천히 터널 속으로 들어간다.

## 출연

### 주연
- 공유 : 서석우 역
- 정유미 : 성경 역
- 마동석 : 윤상화 역
- 김수안 : 서수안 역
- 최우식 : 민영국 역
- 안소희 : 김진희 역
- 김의성 : 용석 역
- 최귀화 : 노숙자 역
- 정석용 : 기장 역
- 예수정 : 인길 할머니 역
- 박명신 : 종길 할머니 역

### 조연
- 장혁진 : 기철 역
- 김창환 : 김진모 대리 역
- 우도임 : 승무원 정민지 역
- 이주실 : 석우 모 역
- 한성수 : 열차 팀장님 (한국고속철도)
- 김율호 : 양복쟁이2 역

### 그 외
- 한지은 : 이어폰 쓴 여성 역

### 특별출연
- (특별출연)심은경 : 가출소녀 역

## 일본판 성우진
- 나카무라 유이치 : 서석우(공유)
- 사카모토 마아야 : 성경(정유미)
- 코야마 리키야 : 윤상화(마동석)
- ? : 서수안(김수안)
- 마에노 토모아키 : 민영국(최우식)
- 키타무라 에리 : 김진희(안소희)
- 우치다 나오야 : 용석(김의성)
- 미야우치 아츠시 : 노숙자(최귀화)
- 토비타 노부오 : 기장(정석용)
- 이마이즈미 요코 : 인길(예수정)
- 스기야마 시게미 : 종길(박명신)
- 야나카 히로시 : 기철(장혁진)
- 이시카리 유우키 : 김진모 대리(김창환)

## 평가
- 네이버 영화 : 8.59[7][8]
- 다음 영화 : 7.3[9][10]

7점

좀비가 한국에 와서 고생이 많다— 김현수, 씨네21

6점

연상호 세계의 범작, 그 호기로운 시도— 정지혜, 씨네21

7점

쾌속의 감흥에서 신파의 터널로— 박평식, 씨네21

8점

우리가 이미 알고 있는 디스토피아— 윤혜지. 씨네21

8점

좀비영화 보면서 울었네— 이용철, 씨네21

7점

한국영화계, 좀비와 연상호를 획득— 이화정, 씨네21

## 수상 경력
- 2016년 제49회 시체스 국제판타스틱영화제 감독상 - 연상호
- 2016년 제49회 시체스 국제판타스틱영화제 시각효과상 - 정황수
- 2016년 제25회 부일영화상 남우조연상 - 김의성
- 2016년 제25회 부일영화상 유현목 영화예술상 - 연상호
- 2016년 제36회 한국영화평론가협회상 기술상 - 곽태용 (특수분장)
- 2016년 제37회 청룡영화상 기술상 - 곽태용, 황효균
- 2016년 제3회 한국영화제작가협회상 남우조연상 - 김의성[12]
- 2016년 제3회 한국영화제작가협회상 각본상 - 박주석[12]
- 2016년 제3회 한국영화제작가협회상 기술상 - 정도안, 박경수 (특수효과)[12]
- 2017년 제8회 올해의 영화상 남우조연상 - 마동석[13]
- 2017년 제8회 올해의 영화상 올해의 발견상 - 연상호[13]
- 2017년 제16회 대한민국 국회대상 영화 부문[14]
- 2017년 제53회 백상예술대상 영화부문 신인감독상 - 연상호
- 2017년 제53회 백상예술대상 영화부문 남자조연상 - 김의성

## 전편
연상호가 감독하는 애니메이션인 전편 서울역이 한 달도 채 안되어 발표되었다.

## 리메이크와 속편
버라이어티는 2016년 12월 가우몬트(Gaumont)가 영어로 부산으로 가는 열차를 리메이크할 것이라고 말했다. 또한 제임스 완은 2018년 9월 25일에 게리 도버먼과 함께 스크립트를 작성하여 리메이크를 제작할 것이라고 보도했다.
연상호 감독은 반도라는 제목으로 부산행 속편을 제작하였고, 2020년 7월 15일에 개봉했다.

## 같이 보기
- 서울역 (영화)
- 반도 (영화)